# مندولين الأوكتاف
مندولين الأوكتاف (بالإنجليزية: octave mandolin)‏ هي آلة وترية مقسمة العنق بأربع أزواج من الأوتار مضبوطة صول-ري-لا-مي (من الدنيا إلى العليا)، تحت المندولين بأوكتاف. هي أكبر من المندولا لكنها أصغر من المندوتشيلو ويشبه بناؤها الآلات الأخرى في عائلة المندولين. تكون المسارات كلها في أزواج يونيسون عادة، لكن المسارين الدنيوين يعزفان أحيانا كزوجي أوكتاف مع وتر الأوكتاف الأعلى حدة في الفوق ليضرب قبل الوتر الأكثر سمكا والأدنى حدة. يستخدم الموسيقيون الكلتيون عادة تشكيلات ضبط بديلة هي صول-ري-لا-ري و لا-ري-لا-ري.

## استعمال
تستعمل مندولينات الأوكتاف أحيانا في أوركسترات المندولين بدل المندولات. لذلك لا يتجوب على العازف تعلم قراءة الموسيقى على مفتاح دو؛ تدون معزوفات المندولين على مفتاح صول الأكثر شيوعا، ويعزف أدنى من النوطات المدونة بأوكتاف.

## بيبليوغرافيا
- Richards، Tobe A. (2006). The Octave Mandolin Chord Bible: GDAE Standard Tuning 2,160 Chords. United Kingdom: Cabot Books. ISBN:978-0-9553944-5-4. —

- McGann، John (2004). A Guide to Octave Mandolin and Bouzouki. USA/Worldwide: Mel Bay Publications. —

## وصلات خارحية
- Octave mandolin في Banjolin يعطي تفسيرا لسبب استخدام الأوربيين لمصطلح مندولا الأوكتاف
- John McGann on Octave Mandolin جون ماكغان كاتب "Guide to Octave Mandolin and Bouzouki" يقترح مصطلحات معيارية ويناقش عدة مشاكل في عزف مندولين الأوكتاف
- theMandolinTuner، موقع مندولبن يركز على ضبط وكوردات المندولين